# تاتراسنیتسا
تاتراسنیتسا (به صربی: Tatrasnica) یک منطقهٔ مسکونی در صربستان است که در کنگاژواتس واقع شده‌است. تاتراسنیتسا ۵ نفر جمعیت دارد.